# لیتلویل (آلاباما)
لیتلویل (به انگلیسی: Littleville) شهری در شهرستان کولبرت ایالت آلاباما است که مساحت آن ۱۲٫۹۹ کیلومتر مربع است و در سرشماری سال ۲۰۱۰ میلادی، ۱٬۰۱۱ نفر جمعیت داشته و تراکم جمعیتی آن، ۷۷٫۸۳ نفر در هر کیلومتر مربع بوده است.